# Calle 79 (línea de la Séptima Avenida–Broadway)
Calle 79 es una estación en la línea de la Séptima Avenida-Broadway del Metro de Nueva York de la A del Interborough Rapid Transit Company. La estación se encuentra localizada en Upper West Side, Manhattan entre Broadway, la Calle 79. A pesar de que la estación no ha sido renovada por mucho tiempo, permanece en buenas condiciones. La estación es utilizada las 24 horas por los trenes del servicio , y en la madrugada, por los trenes del servicio .